# Sant'Andréa-di-Cotone
Sant'Andréa-di-Cotone is een gemeente in het Franse departement Haute-Corse (regio Corsica) en telt 167 inwoners (1999). 

## Geografie
De oppervlakte bedraagt 8,91 km², de bevolkingsdichtheid is 18 inwoners per km².

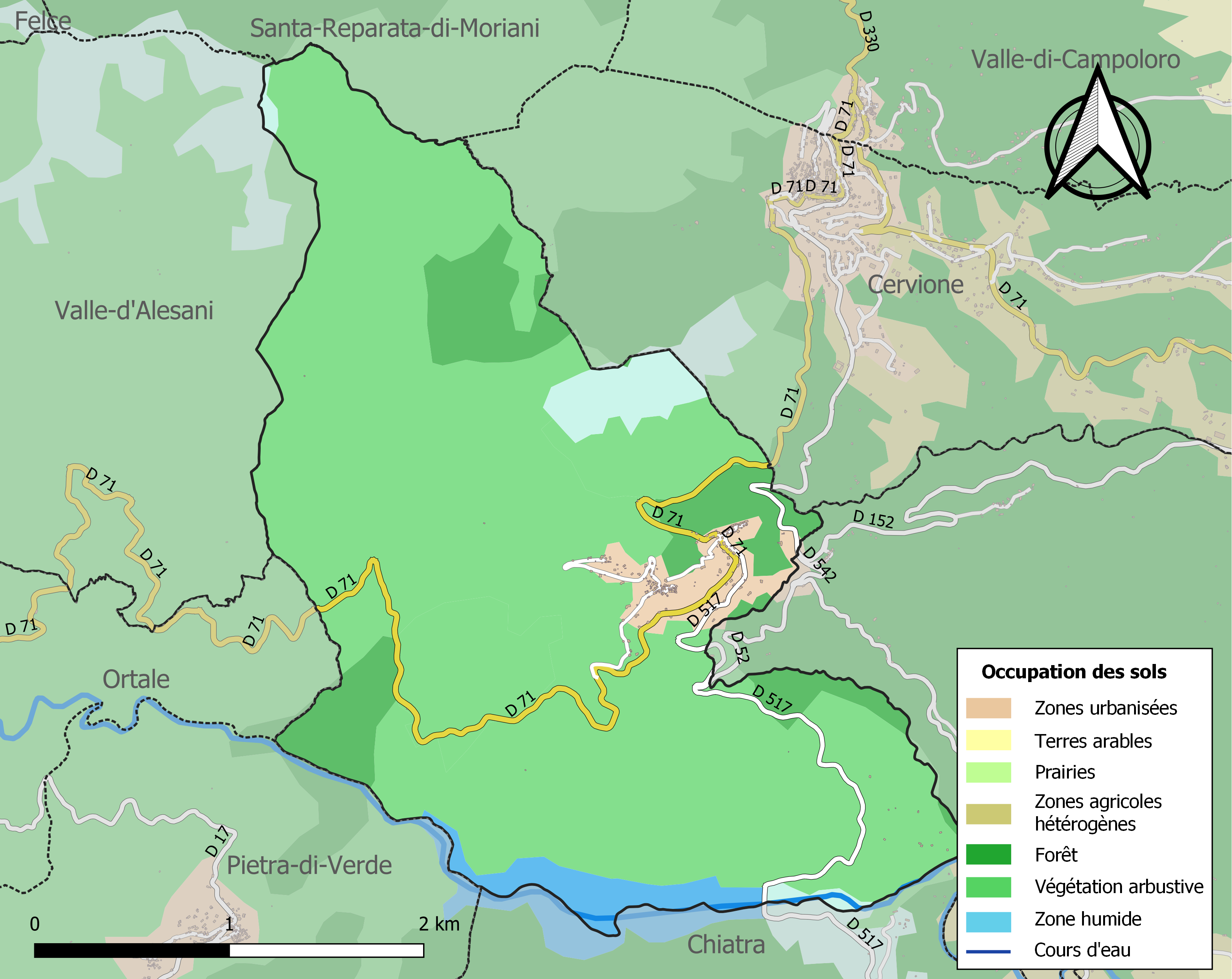
Kaart van de gemeente met de belangrijkste infrastructuur, bodemgebruik en omliggende gemeenten

## Demografie
Onderstaande figuur toont het verloop van het inwonertal (bron: INSEE-tellingen).

Vanwege een beveiligingsprobleem met de MediaWiki Graph-software is het momenteel niet mogelijk deze grafiek weer te geven. Zodra de software is bijgewerkt zal de grafiek vanzelf weer zichtbaar worden.